# Norra Kuvetjärnet, Dalsland
Norra Kuvetjärnet är en sjö i Åmåls kommun i Dalsland och ingår i Göta älvs huvudavrinningsområde.